# Beverly Gage
Beverly Gage es una profesora universitaria e intelectual estadounidense. Profesora de historia y estudios estadounidenses en la Universidad Yale, ganó un premio Pulitzer por su libro G-Man: J. Edgar Hoover and the Making of the American Century (2022).

## Biografía
Graduada en Yale en estudios estadounidenses en 1994, obtuvo su doctorado en historia en la Universidad de Columbia en 2004. 
Directora del programa Brady-Johnson de Estrategia de la Universidad Yale, renunció a su dirección por presiones externas en 2021. El 1 de octubre de 2021, el departamento de historia de Yale emitió un comunicado en apoyo a su postura. 
Su biografía de John Edgar Hoover de 2022, G-Man, recibió el Premio Pulitzer de Biografía de 2023,  el Premio Bancroft de 2023 y el Premio del Libro Barbara y David Zalaznick de Historia Estadounidense. Fue finalista del Premio Nacional del Círculo de Críticos del Libro de 2023 en la categoría de biografía.